# Religion à Wallis-et-Futuna

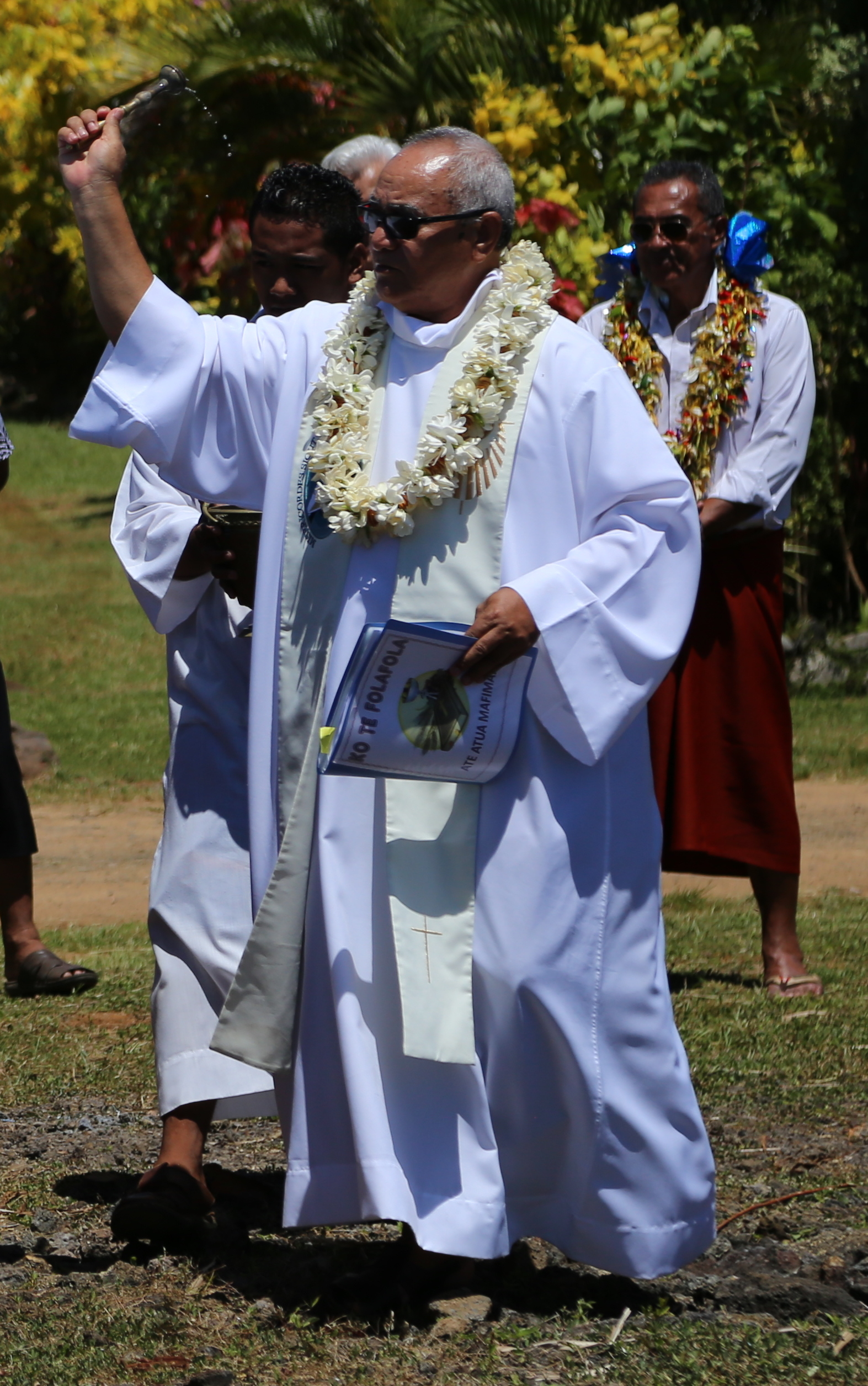
Un prêtre catholique bénissant une pirogue à Wallis en 2018. Il tient dans sa main un livre de prières en wallisien.

La religion à Wallis-et-Futuna (collectivité d'outre-mer française d'Océanie) est le catholicisme, depuis que des missionnaires maristes ont converti ces îles dans les années 1840. Elle joue un rôle majeur dans le quotidien de la population et s'est intégrée dans la culture locale. Le christianisme a remplacé les divinités de la religion traditionnelle, sans pour autant la détruire complètement : une certaine acculturation ou syncrétisme s'est mis en place. Les fêtes religieuses rythment la vie quotidienne et sont l'occasion de cérémonies coutumières (katoaga). La mission catholique joue également un rôle politique important aux côtés de la chefferie coutumière. La situation juridique particulière conférée par le statut de 1961 à ce territoire reconnaît le rôle de la religion. Quelques autres églises chrétiennes sont présentes de manière minoritaire.

## Religion traditionnelle polynésienne

### Divinités

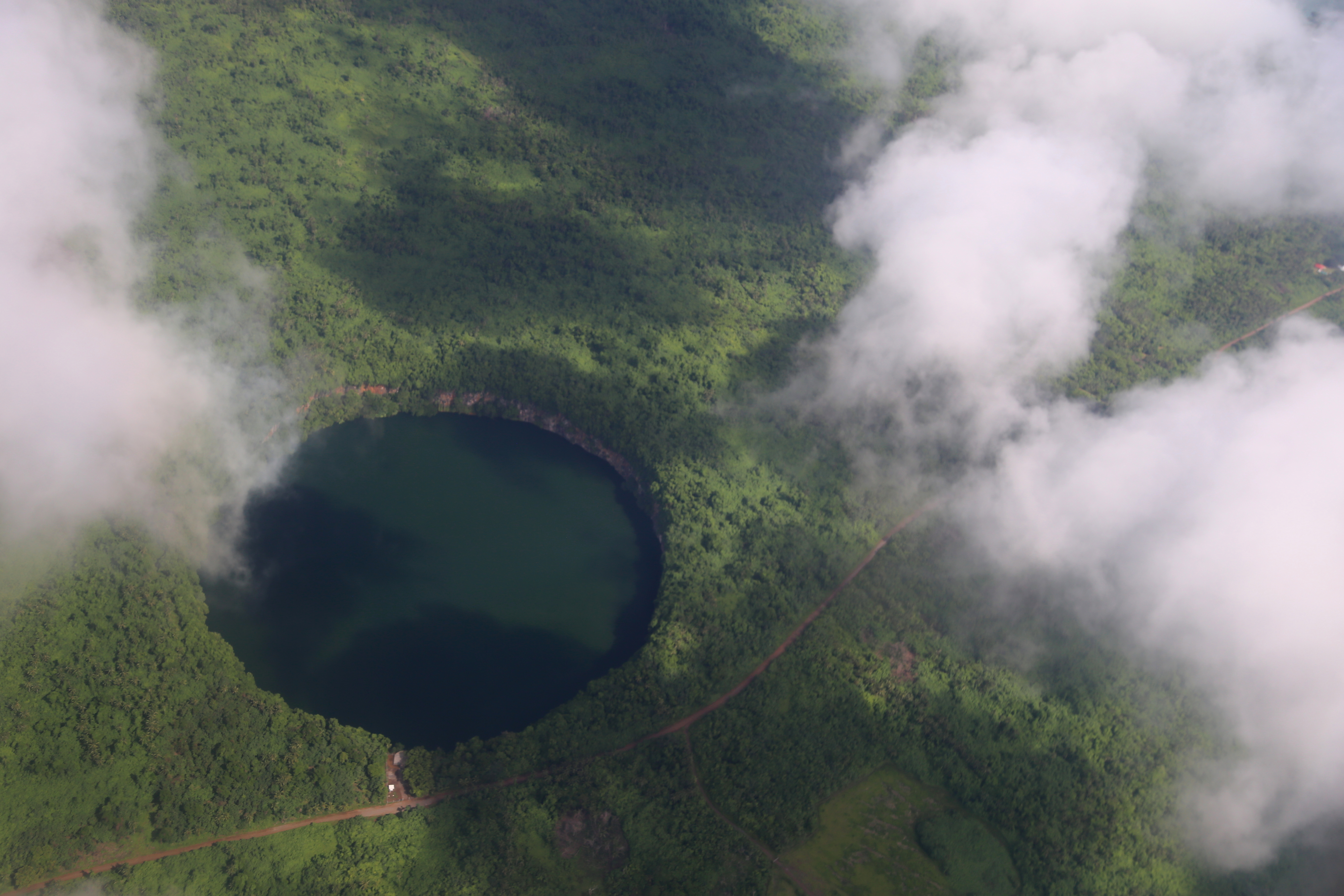
Dans la religion traditionnelle wallisienne, le lac Lalolalo et la forêt sacrée qui l'entoure sont un lieu de résidence des dieux.

La religion traditionnelle de Wallis et de Futuna est peu connue. Elle s'intègre dans une religion traditionnelle polynésienne plus large (avant leur christianisation, les deux îles n'avaient pas particulièrement de lien entre elles). Cependant, les témoignages recueillis par les missionnaires de l'époque, en particulier le père Henquel pour Wallis, indiquent que les Wallisiens et les Futuniens croient en plusieurs divinités hiérarchisées :
- les dieux créateurs comme Tagaloa ou Maui (que l'on retrouve dans l'ensemble de la Polynésie), en wallisien 'atua tupua[2]
- des personnalités divinisées après leur mort (en général des nobles qui ont eu un rôle important), les 'atua tanutanu[2]
- des divinités mineures, 'atua muli[2]

Ces dieux résident soient dans la nature (mers, montagnes, lacs), soit dans un endroit appelé Pulotu, « les entrailles de la terre » et le domaine des dieux. L'entrée de Pulotu a été localisée sur l'île d'Alofi, « un grand entonnoir de trente mètres de diamètre plongeant jusqu'à six mètres dans les profondeurs de l'ancien récif soulevé ».

#### Dieux créateurs
À Futuna, les grands dieux créateurs sont trois :
- Mafuikefulu, dieu de Futuna vivant dans le Pulotu, le plus important. Il serait à l'origine des tremblements de terre lorsqu'il ne dort pas[3] ;
- Maui, dieu pêcheur d'îles[3], est celui qui a créé Futuna en la tirant de l'océan avec son filet. Il la piétine pour aplanir le relief, mais, ne pouvant travailler que la nuit, il est surpris par le lever du jour et doit partir précipitamment. C'est ce qui explique les montagnes de Futuna[3].
- Tagaloa, qui réside sur le mont Kolofau. C'est également le dieu d'Alofi, et il est réputé passer la nuit en pirogue sur la côte d'Alo et enlever les femmes qui y pêchent[3].

#### Dieux ancestraux
Les dieux ancestraux sont des ancêtres divinisés après leur mort, dont le statut oscille entre personnages historiques et mythiques. Ils sont réputés pour leurs actions extraordinaires et prodigieuses.
Dans la mythologie futunienne, un couple de dieux venus de Samoa dans une noix de coco, Mago et Tafaleata, donnent naissance à plusieurs enfants :
- Fakavelikele, dieu de la guerre, « le plus redoutable de tous »[4] et fondateur du premier titre de roi (sau) de Futuna[5] ;
- Finelasi, déesse protectrice de Futuna[4], que l'on retrouve à Wallis sous le nom de Kakahu. Elle habite sur le mont Puke et est très populaire auprès de la population ;
- Matagitoga, protecteur des parcs à poissons[3] ;
- Fitu, dieu de la guerre et de la montagne[4] ;
- Sogia, dieu de la vengeance[3]
- Malafulafu, dieu protecteur de la nature[3]. Il possède une « pierre de vie et de mort ».

#### Divinités mineures
Ces divinités mineures peuvent prendre la forme d'animaux. L'ethnologue Hélène Guiot estime que parmi eux se trouvent également des dieux de la pluie, du soleil ou du vent, respectés par la population. Ces dieux protecteurs sont souvent associés à des titres de chefs coutumiers. Ainsi, à Futuna la tortue (Fonu) protège le Tui Saavaka, un chef d'Alofi ; il y a également le chien, la colombe (Fonu) ou encore la baleine.
À Wallis, ces divinités sont présentes dans toute l'île, mais sont particulièrement concentrées dans une forêt sacrée, le vao tapu, située autour du lac Lalolalo et considérée comme l'espace primordial qui régénère la vie sur toute l'île de Wallis. Cet endroit est marqué de nombreux interdits coutumiers et il est d'usage d'y entrer en marquant le respect. C'est également un lieu de refuge : en y pénétrant, un individu quitte le monde des hommes pour entrer dans le monde divin, et peut ainsi racheter ses fautes (en cas de meurtre ou de couple illégitime). Les anguilles sombres présentes dans le lac sont vues comme des divinités tutélaires qui protègent les sources d'eau douce, et jusqu'au début du XXe, elles sont nourries par la population. Un lieu de culte et de résidence d'un prêtre a également été identifié aux abords du lac.

### Imbrication du religieux et du politique

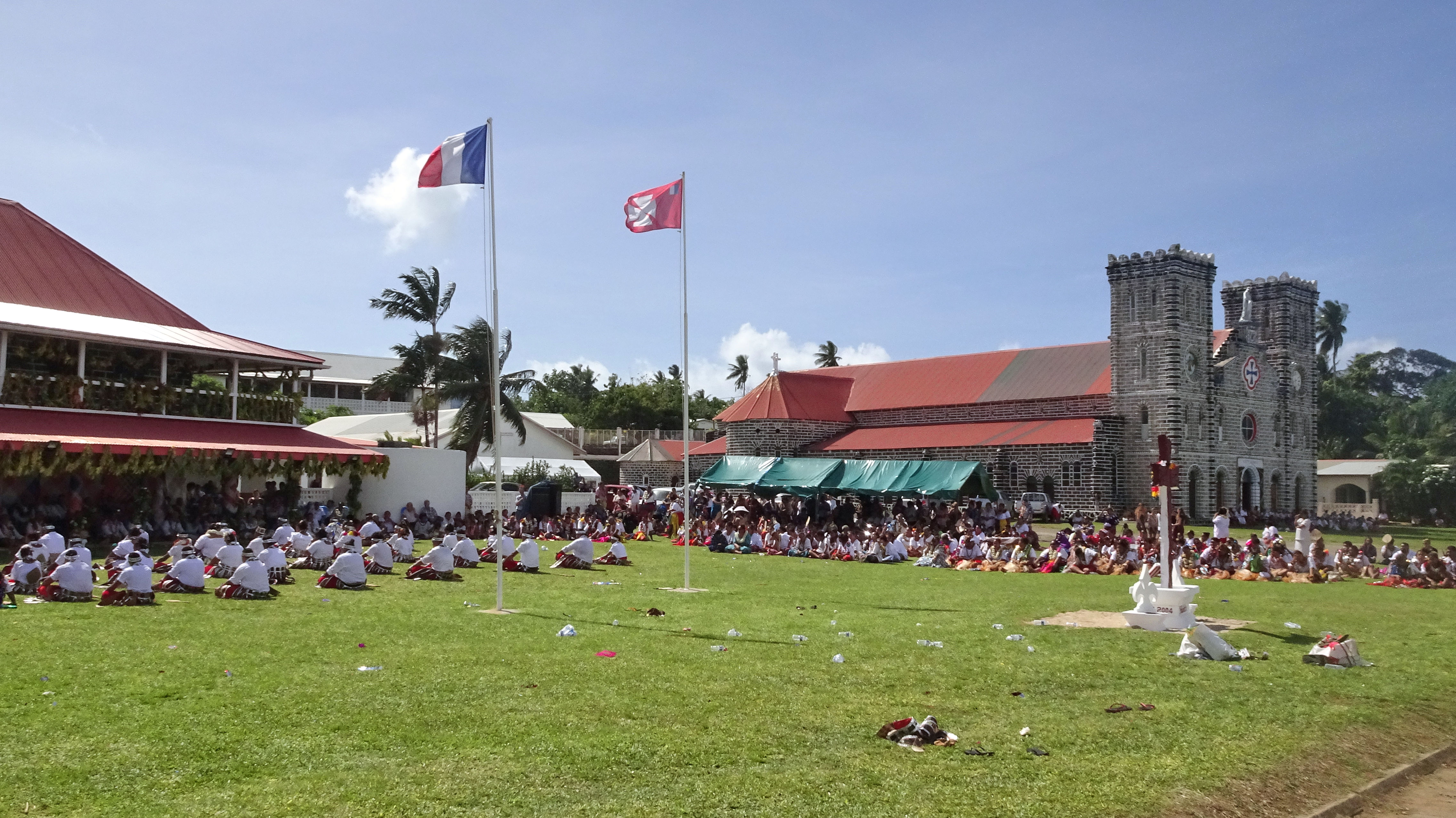
La proximité géographique entre le Palais royal d'Uvea (gauche) et la cathédrale Notre-Dame-de-l'Assomption (droite) reflète le lien entre la royauté et la religion.

À Wallis, le roi (hau) est considéré comme le médiateur entre les dieux et les humains, il est le réceptacle des dieux et est désigné sous le terme de vakatapu, la pirogue sacrée/tabou. Cette notion de sacré (tapu) se retrouve dans l'ensemble de la Polynésie et joue un rôle très important. Le lien très fort entre autorité politique et statut religieux est encore plus marqué à Wallis et à Futuna, petites sociétés autonomes, que dans les grands archipels polynésiens comme les Tonga ou Tahiti et les îles environnantes. Claire Laux indique que « au-delà même de la sacralisation de certains personnages et de certaines fonctions, il existe une profonde imbrication entre les
domaines du social et du religieux (...) Le sacré, en effet, touche
tous les domaines de la vie publique et privée de chaque individu ».
Le système du tabou (tapu) est révélatrice du lien entre sacré et social : certaines personnes, certains lieux, objets, pratiques, aliments ou périodes de l'année peuvent être marqués du tabou par une autorité coutumière ou religieuse, et leur usage, leur consommation interdite.
Le culte dédié aux divinités est dévolu à des prêtres et un langage particulier est utilisé pour marquer le respect ; le même vocabulaire est employé pour s'adresser aux chefs et aux rois coutumiers.
Les histoires des dieux sont relatées abondamment dans la tradition orale. Pour l'anthropologue Adriano Favole, « ces récits (...), tracent une sorte de géographie historico-mythologique en transformant l’environnement naturel en paysage culturel : les roches, les précipices et les fissures du récif deviennent les signes d’un passé peuplé de divinités (...) et d’ancêtres-héros ».

### Transformation au contact de la religion catholique
Avec la christianisation de ces deux îles, les divinités polynésiennes ont été reléguées au rang de « démons » (temonio) malfaisants par les missionnaires, et l'époque de la religion traditionnelle désignée comme « époque païenne », sous le néologisme temi pagani en wallisien et futunien. Le « temps de la religion » (temi lotu) lui succède.

## Conversion au catholicisme

### Contexte

#### Transformations au contact des Occidentaux
Au début du XIXe siècle, a situation politique est assez différente sur les deux îles : Wallis est unifiée sous l'autorité du Lavelua qui règne sur 'Uvea, tandis que les conflits entre Alo et Sigave déchirent Futuna. Cette période est marquée par les premiers contacts entre des marins européens et les insulaires : cette découverte mutuelle entraîne un choc culturel, l'introduction de denrées et d'objets occidentaux (métal, armes à feu, monnaie, cheval...) mais aussi de maladies, entraînant des changements sociaux, politiques et religieux importants. Ces bouleversements ont lieu dans l'ensemble de la Polynésie investie peu à peu par les Européens. Culturellement, les valeurs traditionnelles sont remises en cause, certains tabous ne sont plus respectés, souvent à l'initiative de chefs qui veulent ainsi montrer leur rejet des traditions et leur intérêt pour la nouveauté que représente l'Occident.
Ce sont donc des sociétés en pleine transformation que les missionnaires découvrent à leur arrivée à la fin des années 1830.

#### Évangélisation de l'Océanie et rivalités missionnaires
En 1835, des tongiens convertis au protestantisme débarquent à Wallis et tentent de convertir la population, mais ils sont rapidement massacrés.
| - Pierre Bataillon - Pierre Chanel |

L'évangélisation de l'Océanie débute au XIXe siècle. Soucieux d'envoyer des missionnaires répandre la foi catholique face aux protestants, la papauté mandate trois congrégations françaises : la congrégation des Sacrés-Cœurs de Jésus et de Marie (Picpus), la Société de Marie de Lyon et les Missionnaires du Sacré-Cœur de Jésus d’Issoudun. Les pères maristes reçoivent le vicariat apostolique d'Océanie occidentale, créé en 1835.
Deux ans plus tard, les missionnaires débarquent à Wallis et à Futuna : le père Pierre Bataillon et le Frère Joseph-Xavier démarrent leur mission à ʻUvea (Wallis) le 1er novembre 1837, tandis que Pierre Chanel et le Frère Marie-Nizier démarrent celle de Futuna la semaine suivante. Jean-Baptiste Pompallier promet de revenir d'ici six mois, avant de partir évangéliser la Nouvelle-Zélande où il s'installe. La distance (plus de 2 500 km) entre les deux endroits rend les communications difficiles.
Pompallier retourne à Wallis fin 1841, que le père Bataillon a entrepris d'évangéliser (la conversion est totale en octobre 1842) ; entre-temps, Pierre Chanel a été assassiné à Futuna le 28 avril 1841, en raison de conflits coutumiers entre partisans de la nouvelle religion et le roi Niuliki. L'évêque récupère la dépouille de Pierre Chanel et demande aux marins français l'accompagnant de ne pas exercer de représailles. En 1845, toute l'île de Futuna s'est convertie.

### Conversion de Futuna
Sam Keletaona, un futunien ayant voyagé sur des goélettes occidentales et parlant anglais, introduit les missionnaires Pierre Chanel et Marie-Nizier Delorme auprès de Niuliki, roi du royaume coutumier d'Alo. Keletaona devient l'un des premiers convertis au catholicisme. Le groupe est d'abord bien accueilli par Niuliki qui les héberge durant les deux premières années. En juin 1839, Pierre Bataillon vient de Wallis à Futuna et persuade Niuilki de brûler les effigies des divinités futuniennes afin de prouver la puissance du dieu chrétien. Niuliki promet même de se convertir lorsque toute la population serait devenue catholique.
Le séjour des pères maristes est toutefois difficile. Ils doivent faire face à l'isolement (l'évêque Jean-Baptiste Pompallier, qui avait promis de revenir dans les six mois, n'est toujours pas là), s'acclimater au climat tropical et comprendre la culture futunienne. Les Pères maristes apprennent le futunien et baptisent des enfants mourants.
Toutefois, la population se montre réticente à adopter cette nouvelle religion. En novembre 1840, Niuliki apprend que la population de Wallis, désobéissant au souverain Lavelua Vaimua, s'est convertie au catholicisme. Il voit alors les missionnaires comme une menace. Au début de l'année 1841, le fils de Niuliki, Meitala, prend la tête d'un groupe de jeunes hommes favorables aux pères maristes. Souhaitant bénéficier de ce nouveau dieu, suivant les promesses faites par les missionnaires, Meitala décide de rompre avec les règles en vigueur qui lui interdisaient, en tant que fils aîné, de manger de l'igname avant qu'il n'ait lui-même un fils. Il transgresse le tabou et fait cuire un grand four en terre rempli d'ignames après avoir eu la certitude que les dieux futuniens ne le tueraient pas. Le 18 avril 1841 , Chanel écrit que Meitala s'est entièrement converti au catholicisme.
Le gendre de Niuliki, Musumusu, se montre de plus en plus critique vis-à-vis de la protection accordée par le roi au missionnaire venu apporter la nouvelle religion. Il menace de renverser Niuliki si ce dernier ne fait pas mettre à mort le mariste. Niuliki ordonne donc à Musumusu et ses hommes d'aller tuer Pierre Chanel : le 28 avril 1841 , Pierre Chanel est assassiné. Le frère Delorme, absent lors de l'attaque, se réfugie dans le royaume de Sigave, puis parvient à s'enfuir à bord d'un navire américain jusqu'à Wallis le 11 mai 1841. Il informe la congrégation mariste, notamment Jean-Baptiste Pompallier, qui affrète une corvette de la marine française depuis la Nouvelle-Zélande et part à Wallis avec l'évêque Philippe Viard. Ce dernier arrive à Futuna récupérer le corps de Pierre Chanel le 18 janvier 1842. Il est accompagné par Sam Keletaona. En arrivant, ils découvrent que Niuliki est mort et que Musumusu est devenu roi d'Alo. Keletaona se proclame souverain de Sigave. La dépouille de Chanel est récupérée sans violence, les Futuniens craignant les représailles françaises et les missionnaires insistant auprès du capitaine français pour ne pas attaquer la population.
Six mois plus tard, le 9 juin 1842, l'évêque Pompallier débarque à Futuna avec plusieurs missionnaires maristes, le roi Soane-Patita Vaimua et deux cent Wallisiens convertis au catholicisme. Pompallier baptise Sam Keletaona, sa femme et sa fille. Musumusu doit faire face à une double opposition : celle de Sam Keletaona et celle de Meitala, le fils de Niuliki, qui n'a pas eu la position de souverain d'Alo.

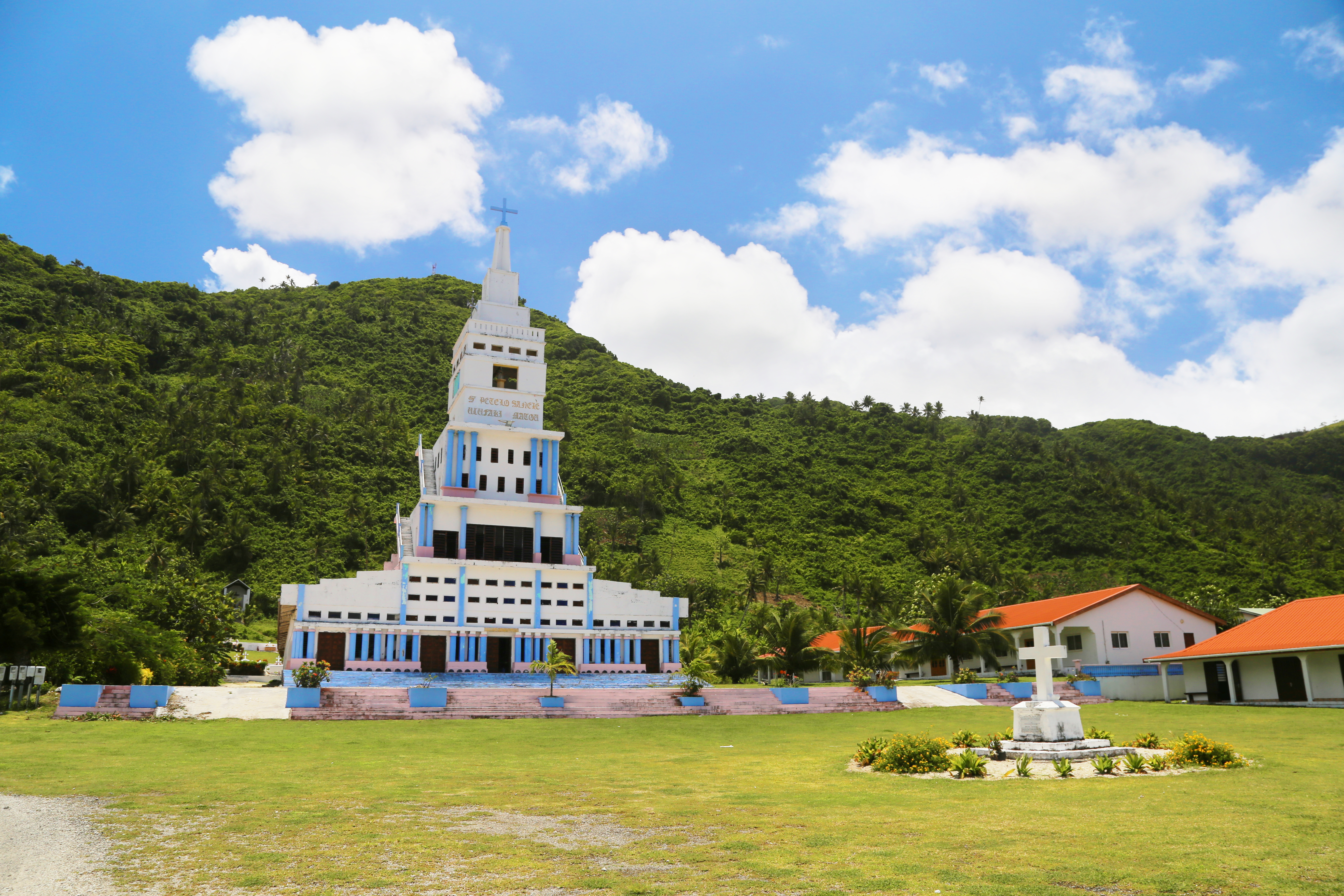
Basilique Saint-Pierre-Chanel de Poi et tombe de Musumusu (2018).

Une église est construite en bord de mer et bénie le 8 décembre 1842. En octobre 1842, 748 Futuniens sont baptisés ; ce chiffre monte à 840 en février 1843. Les maristes désignent des catéchistes dans les villages pour porter le message de la nouvelle religion. En 1844, Musumusu se convertit au catholicisme et prend le nom de Maulisio. Il demande à être enterré auprès du père Chanel. Un an après la mort de Pierre Chanel, la majorité des insulaires se sont converti au catholicisme.

### Analyse
En arrivant à Wallis et à Futuna, les missionnaires maristes ont une image fantasmée des populations locales, les voyant comme des « bons sauvages » primitifs et non corrompus par la civilisation. D'autre part, les maristes sont souvent d'origine rurale et conservatrice, attachés à la monarchie de droit divin. En face, les chefs wallisiens et futuniens voient dans les missionnaires des étrangers leur donnant la possibilité d'asseoir leur autorité politique. Ces acteurs poursuivent des buts différents, mais la conversion au catholicisme fait converger leurs intérêts. Les missionnaires cherchent ainsi en priorité à convertir les rois et les chefs coutumiers de 'Uvea et de Futuna, ou du moins à s'assurer de leur neutralité : en cas d'hostilité, l'action des missionnaires est quasiment impossible. À Wallis, le Lavelua Soane Patita Vaimua s'oppose à Pierre Bataillon et lui interdit d'exercer la religion chrétienne. Bataillon fait le choix stratégique de rester proche du roi, afin d'éviter une répression violente. Les maristes respectent les autorités coutumières, protégeant même le roi de complots (alors même que le Lavelua a ordonné des représailles contre les Wallisiens convertis).
Pour les chefs coutumiers, la conversion est source de prestige : ainsi, Sam Keletaona, sa femme et sa fille sont les premiers à devenir chrétiens à Futuna, « s’assurant ainsi la prérogative de guider leurs sujets sur la voie de la nouvelle religion ». L'objectif est également de pouvoir s'approprier le mana du missionnaire étranger, sa puissance, « son charisme et l’essence même de son pouvoir », en plus des biens matériels et des bienfaits supposés qu'il peut apporter.
Les relations entre chefs et missionnaires sont ainsi complexes et ambigües, alternant entre conflits et réconciliations. C'est particulièrement le cas entre Pierre Bataillon et le Lavelua. Pour l'historienne Claire Laux, Bataillon est un « fin politique » qui menace le roi de partir, afin de faire pression sur ce dernier pour qu'il se convertisse. Le missionnaire habite chez le roi et est traité comme l'un de ses parents : il est ainsi obligé de s'acculturer au mode de vie wallisien. Finalement, « les différents protagonistes sont conduits par leurs intérêts bien compris et au terme d’un processus de négociation, souvent ponctué de moult rebondissements, une alliance finit par s’établir. ».
Les missionnaires sont tout à fait conscients d'être pris dans les jeux politiques locaux, qu'ils réussissent eux-mêmes à utiliser à leur avantage. Pour Claire Laux, ils n'ont pas vraiment d'autre choix, la conversion des populations devant passer impérativement par celle des chefs. L'abandon de la religion traditionnelle est également très rapide, car elle sert les intérêts des chefs coutumiers qui renforcent leur pouvoir en contrôlant les mutations en cours dans les sociétés polynésiennes. La conversion au catholicisme de Wallis et de Futuna est donc un processus complexe.
La relation très forte entre autorités coutumières et missionnaires maristes se poursuit tout au long du XIXe siècle.

## Place de la religion catholique

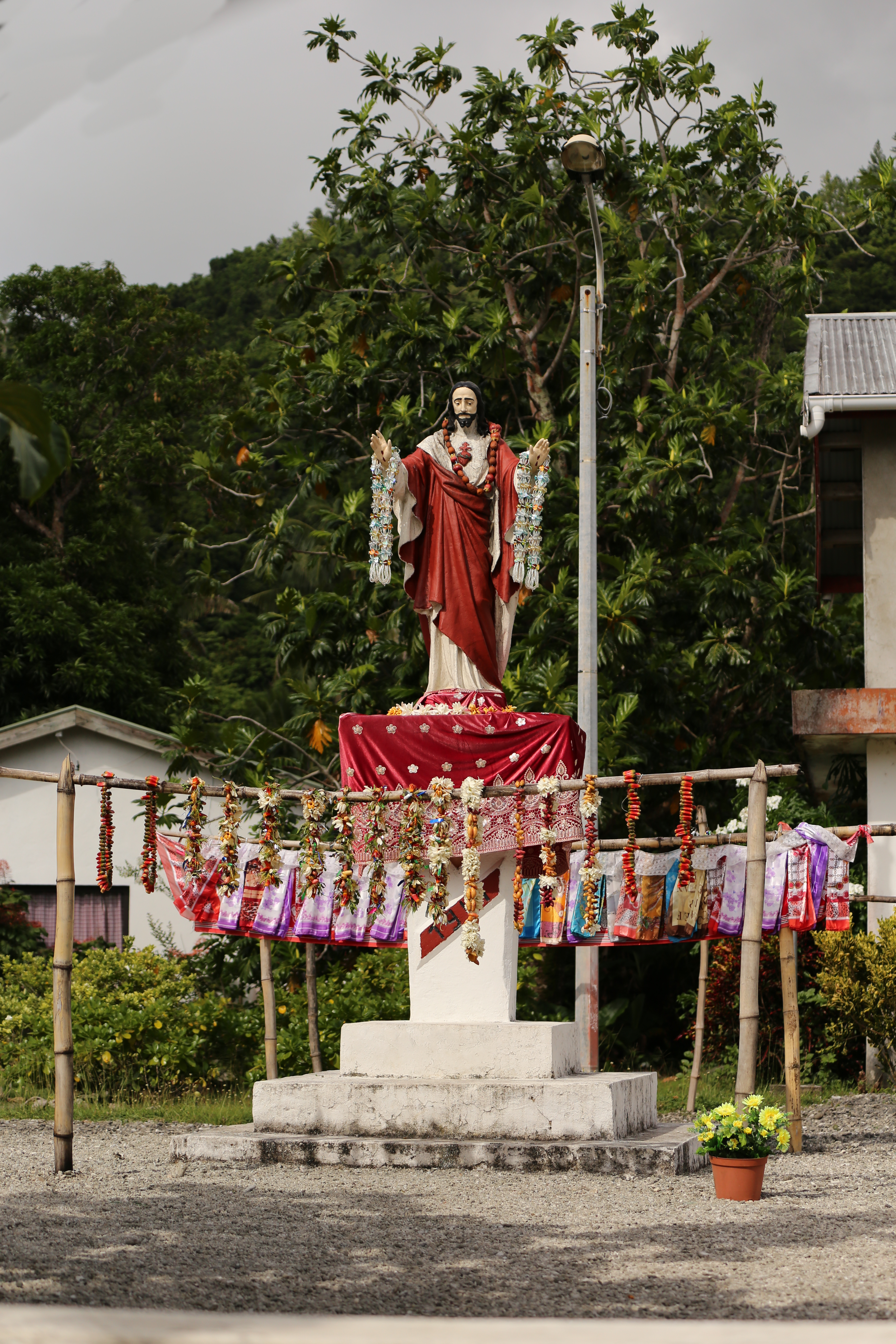
Statue du Christ à Futuna (2018).

### Aspects culturels
L'anthropologue Sophie Chave Doarten indique que « le catholicisme fonde désormais bonne part des valeurs localement pensées comme « coutumières ». La religion catholique est donc inextricablement liée à toutes les pratiques, des plus intimes aux plus institutionnelles ».

### Aspects juridiques

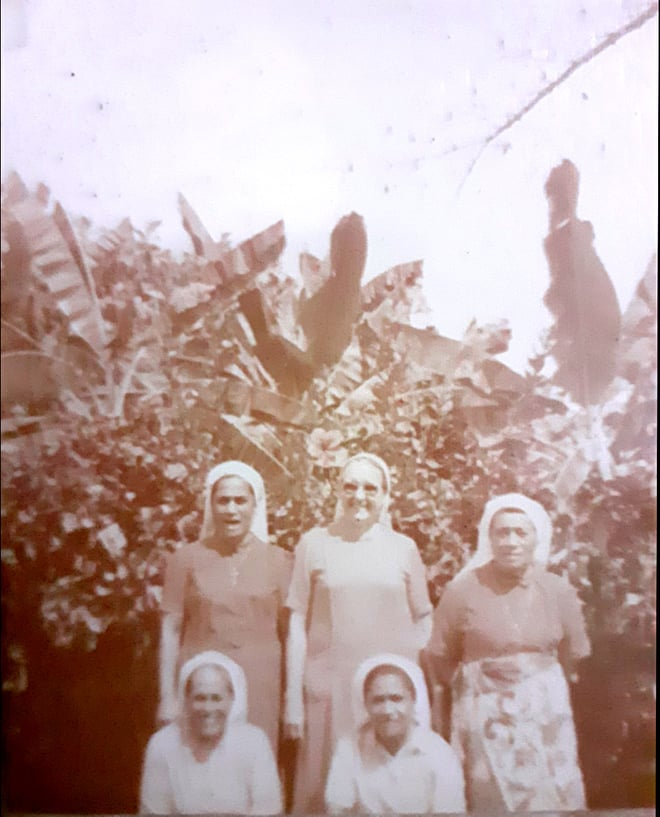
Religieuses de Wallis-et-Futuna vers 1980.

La religion catholique est reconnue officiellement par l'article 3 du statut de Wallis-et-Futuna lorsque le protectorat est devenu territoire d'outre-mer français en 1961 : « la République garantit aux populations du territoire des îles Wallis-et-Futuna le libre exercice de leur religion ainsi que le respect de leurs croyances et de leurs coutumes en ce qu'elles ne sont pas contraires aux principes généraux du droit et  aux dispositions de la présente loi ». La loi ne précise pas quelles spécificités religieuses sont garanties, mais en 1966, le député René Ribière et le sénateur Henri Loste obtiennent un financement des écoles catholiques par l’État français, en arguant que la mission catholique fait œuvre d'intérêt général et remplit ainsi le rôle de l’État dans le développement du territoire. En 1967, le ministre de l'outre-mer Pierre Billotte estime que la situation est provisoire et qu'il faudra passer dans les années à venir à de l'enseignement public. Néanmoins, cette situation ne s'est pas réalisée et l’État finit par financer enseignement secondaire public, tandis que l'enseignement primaire reste dévolu au privé catholique.
En 1998, le religieux Robert Laufoaulu est élu sénateur de Wallis-et-Futuna ; il est le premier sénateur membre d'une congrégation catholique sous la Ve République.